# Hieronymuskloster und Turm von Belém in Lissabon

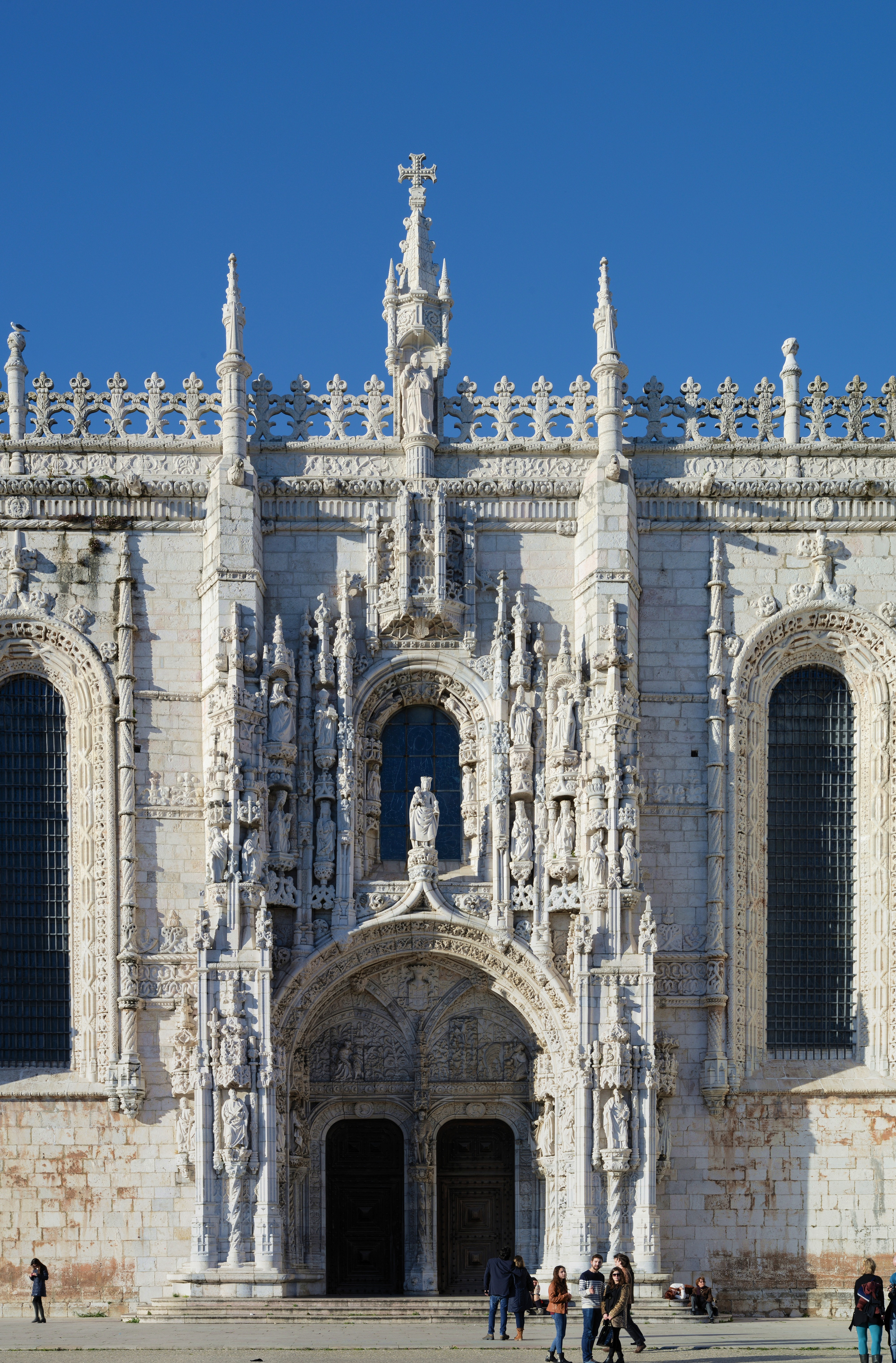
Hauptportal des Hieronymusklosters in Lissabon

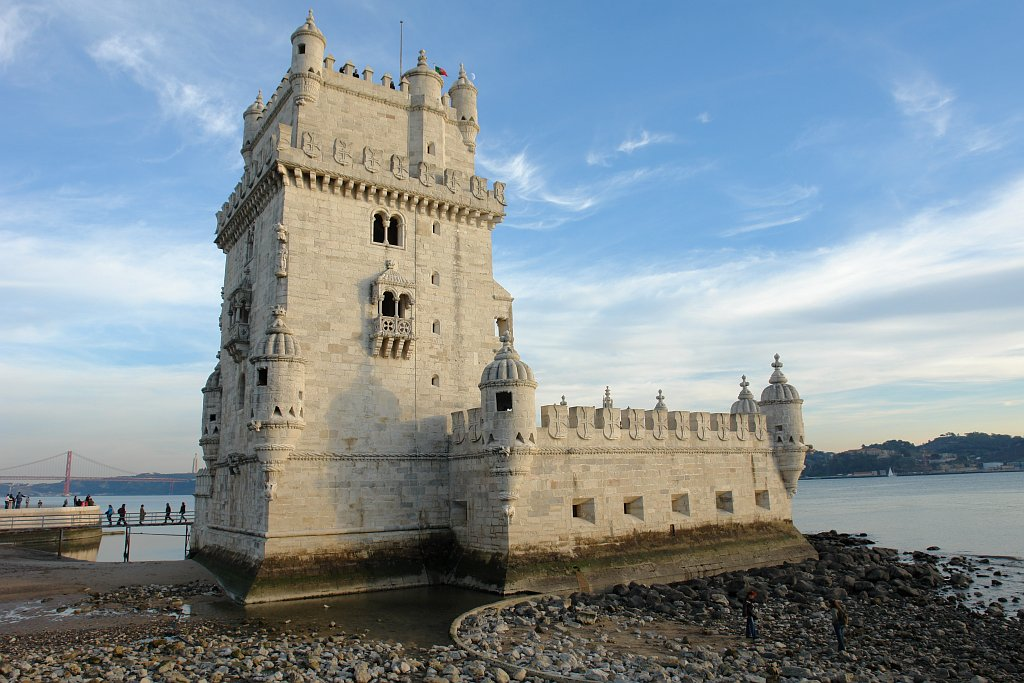
Turm von Belém, Lissabon

Hieronymuskloster und Turm von Belém in Lissabon ist die Bezeichnung zweier Gebäude, die gemeinsam in das UNESCO-Welterbe aufgenommen worden sind. Beide Gebäude zusammen sollen von der Seefahrertradition Portugals zeugen.
Auch wenn beide Gebäude grundsätzlich eigenständige Gebäude und nicht Teil eines Denkmalensembles sind, werden sie aufgrund der Entscheidung der UNESCO als ein gemeinsames Welterbe bezeichnet.

## Aufnahme
Unter dem Titel Hieronymuskloster und Turm von Belém in Lissabon nahm das Welterbekomitee auf seiner siebten Sitzung vom 5. bis zum 9. Dezember 1983 in Florenz das Hieronymuskloster und den Turm von Belém auf.
Aufnahmegründe waren die beiden Kriterien:
III. Die Güter stellen ein einzigartiges oder zumindest außergewöhnliches Zeugnis einer kulturellen Tradition oder einer bestehenden oder untergegangenen Kultur dar.
IV. Die Güter stellen ein hervorragendes Beispiel eines Typus von Gebäuden, architektonischen oder technologischen Ensembles oder Landschaften dar, die einen oder mehrere bedeutsame Abschnitte der Geschichte der Menschheit versinnbildlichen.
Beide Bauwerke im Lissaboner Stadtteil Belém gelten als bedeutende Beispiele der Manuelinik.